# Leucania fagani
Leucania fagani là một loài bướm đêm trong họ Noctuidae.